# Thomas Bredahl

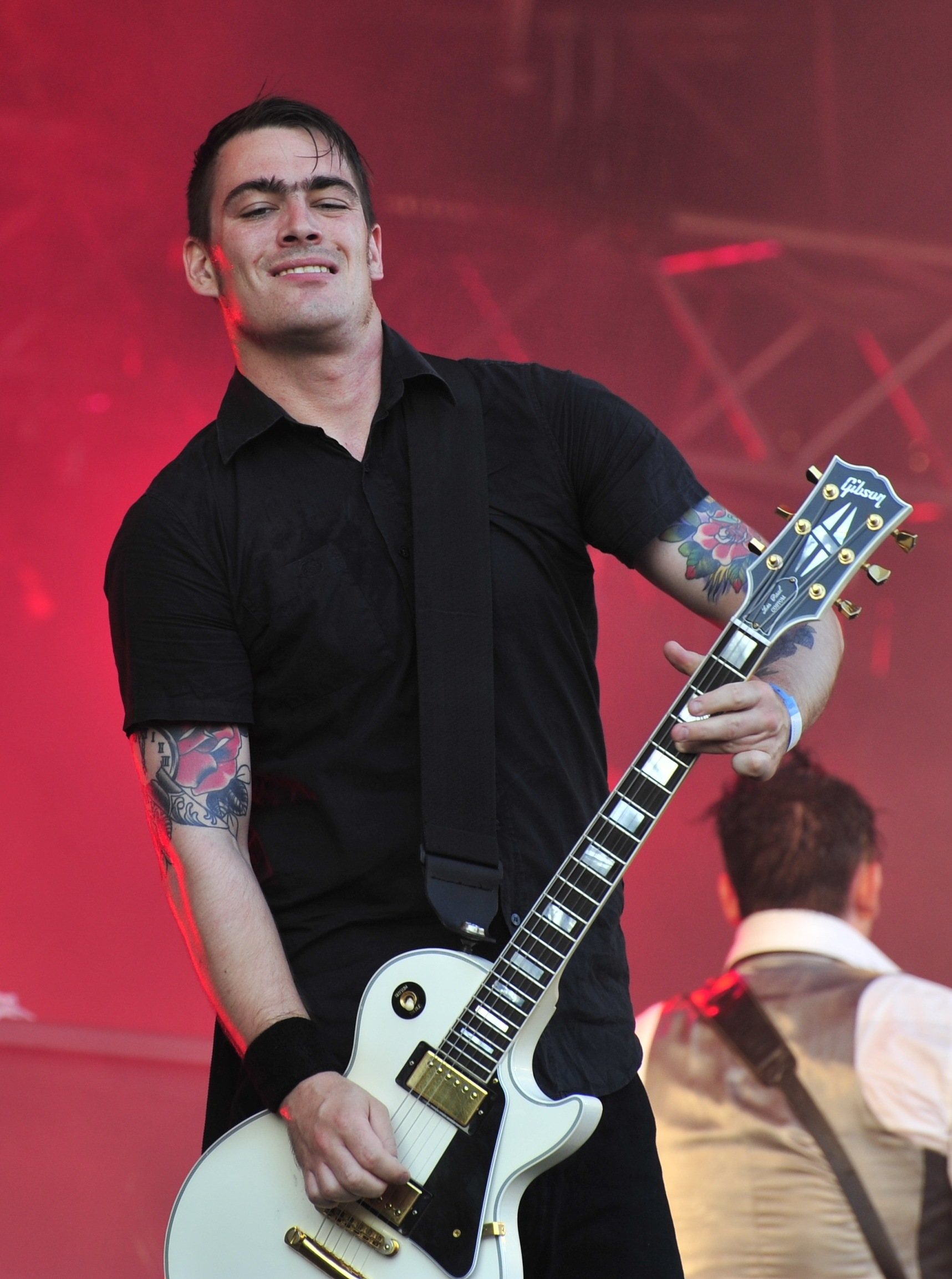
Thomas Bredahl beim Roskilde-Festival 2009

Thomas Bredahl (* 2. November 1980 in Herning) ist ein dänischer Sänger und Gitarrist. Er ist Mitglied der Band Gob Squad und war von 2006 bis 2011 Leadgitarrist der Band Volbeat.

## Werdegang
Bredahl spielte in verschiedenen Bands, bevor er 2003 zu den Gründungsmitgliedern der Punkband Gob Squad gehörte. Noch im gleichen Jahr folgten das Debütalbum Call for Response. Das zweite Album Far Beyond Control erschien 2005. Im Herbst 2007 tourte Bredahl mit seiner Band im Vorprogramm von Volbeat durch Dänemark. Nachdem Volbeat die Aufnahmen für ihr zweites Album Rock the Rebel / Metal the Devil fertiggestellt hatten, trennte sich die Band von ihrem Gitarristen Franz „Hellboss“ Gottschalk. Bredahl wurde sein Nachfolger, blieb aber weiterhin Mitglied bei Gob Squad. 2008 veröffentlichten Gob Squad zunächst ihr drittes Album Watch the Cripple Dance. Im August 2008 erschien das dritte Volbeat-Album Guitar Gangsters & Cadillac Blood, auf dem Bredahl zum ersten Mal zu hören ist. Am 28. November 2011 gaben die drei anderen Mitglieder der Band die sofortige Trennung von Bredahl bekannt.

## Diskographie
- 2003: Gob Squad – Call for Response
- 2005: Gob Squad – Far Beyond Control
- 2008: Gob Squad – Watch the Cripple Dance
- 2008: Volbeat – Guitar Gangsters & Cadillac Blood
- 2010: Volbeat – Beyond Hell / Above Heaven
- 2011: Volbeat – Live from Beyond Hell / Above Heaven